# 교황 요한 9세
교황 요한 9세(라틴어: Ioannes PP. IX, 이탈리아어: Papa Giovanni IX)는 제116대 교황(재위: 898년 1월 ~ 900년 1월)이다.

## 교황 선출 이전
요한 9세가 교황으로 선출되기 전의 생애에 대해서는 알려진 바가 거의 없다. 티볼리에서 태어난 그는 교황 포르모소에 의해 베네딕도회 사제로 서품받았다. 교황 테오도로 2세가 갑작스럽게 선종하자 898년 초에 스폴레토 가문의 강력한 지지를 받아 교황으로 선출되었다.

## 교황
요한 9세는 로마에 난립한 여러 파벌의 폭력적인 분쟁을 종식시키기 위한 목적으로 898년 로마와 기타 도시에서 시노드를 수차례 소집하였다. 로마 시노드의 교부들은 교황 포르모소에게 기독교식 재매장을 허락한다는 교황 테오도로 2세의 판결을 확인하였으며, 이후 라벤나에 다시 모인 교부들은 교황 스테파노 6세의 지시로 소집되어 포르모소를 단죄했던 시노드의 모든 기록을 소각하기로 결의하였다. 아울러 스테파노 6세에 의해 성직이 취소되었던 성직자들의 지위는 다시 회복되었으며, 재서품 역시 금지되었다.
한편 모라비아의 슬라브 교회 신자들은 독일 교회로부터 독립성을 위협받자, 요한 9세에게 자신들만의 교계 제도를 가질 수 있게 해 달라고 호소하였다. 이에 요한 9세는 독일 교계의 항의를 무시하고 모라비아 교회를 위해 한 명의 관구장 주교와 세 명의 주교를 서임하였다.
교황청과 제국의 관계를 강화하는 것이 바람직하다고 생각한 요한 9세는 로마 시노드에서 아르눌프 대신 람베르토 2세에 대한 확고한 지지를 선언하였다. 또한 요한 9세를 위시한 교부들은 앞으로 선출된 교황은 황제가 보낸 사절이 참석한 가운데 즉위하도록 하였다. 그러나 898년 람베르토 2세 황제가 갑작스럽게 사망하면서 이 규정은 지켜지지 않고 혼란만 생겼다.
요한 9세는 900년에 선종하였으며, 교황 베네딕토 4세가 그의 뒤를 이었다.